# ХМС Молборо (1912)
ХМС Молборо (енгл. HMS Marlborough) је био бојни брод класе Ајрон Дјук, који је добио име по Џону Черчилу, првом војводи од Молбороа. Поринут је 24. октобра 1912. Брод је у Првом светском рату у 1. бојној ескадри Велике флоте чије је седиште било Скапа Флоу. ХМС Молборо је учествовао у бици код Јиланда 31. маја 1916. и погођен је торпедом, при чему је погинуо један морнар, а повређена су два.
Током Руског грађанског рата 1919. Молборо је боравио у Црном мору и по наређењу краља Џорџа V је спасио његову тетку, удовицу императорку Марију Фјодоровну, и остале чланове руског императорског дома, укључујући и великог кнеза Николаја Николајевича и кнеза Феликса Јусупова.